# Дифисциум листоватый
Дифисциум листоватый (лат. Diphyscium foliosum) — вид многолетних двудомных листостебельных мхов семейства Буксбаумиевые (Buxbaumiaceae).

## Описание
Крайне мелкие мхи, образующие плоские низкие дерновинки, высотой от 5 до 10 мм, от тёмно-зелёного до бурого цвета. Стебли простые, неветвящиеся, прямостоячие, едва заметные, плотно облиственённые.
Листья кудряво-спирально закрученные, длиной 3—4 мм, шириной 0,4 мм, сухие, языковидной формы, в верхней части двух-трёхслойные. Жилка исчезает ниже верхушки. Лист состоит из мелких, округлых четырёх-шестиугольных клеток, продолговатых в основании, бесцветных, с заметно утолщенными стенками.
Перихециальные листья в длину достигают 6 мм, ланцетные удлинённо-яйцевидной формы, с реснитчато-разорванными верхушками, жилками в виде длинной ости. Коробочки сидячие, косо-яйцевидной неправильной формы, длиной около 4 мм, погружены в перихеций. Крышечки коробочек маленькие, остро-конусовидные. Споры 9—10 мкм.

## Среда обитания и распространение
Предпочитает селиться на обнажённых почвах, на краях дорог и обрывах, вдоль берегов водостоков.
Вид распространён в Европе и Малой Азии, на территории Южного Китая и Японии, Центральной и Северной Америки.
На территории России изредка встречается в европейской части и на Кавказе, на Камчатке считается уязвимым видом.

## Разновидности
- Dihyscium foliosum var. acutifolium Bruch et Schimp.
- Diphyscium foliosum var. rostromitratum (Bott.) Podp.

## Охранный статус
В России вид занесён в Красные книги Камчатского края, Республики Карелия.